# Pardosa canalis
Pardosa canalis là một loài nhện trong họ Lycosidae.
Loài này thuộc chi Pardosa. Pardosa canalis được Frederick Octavius Pickard-Cambridge miêu tả năm 1902.